# Coupe d'Europe de beach soccer 2007
 (juillet 2025).
Si vous disposez d'ouvrages ou d'articles de référence ou si vous connaissez des sites web de qualité traitant du thème abordé ici, merci de compléter l'article en donnant les références utiles à sa vérifiabilité et en les liant à la section « Notes et références ».
Navigation
2006 2008
L'Euro Beach Soccer Cup 2007 est la neuvième édition de cette compétition regroupant les huit meilleurs nations de beach soccer d'Europe.
Elle se déroule à Tarragone du 3 au 5 mai.
L'Ukraine remporte son premier trophée devant la France qui perd sa deuxième finale de suite.

## Nations participantes
- Espagne

- France

- Grèce

- Italie

- Pologne

- Portugal

- Suisse

- Ukraine

## Déroulement
Huit équipes participent au tournoi qui se joue à élimination directe et commence aux quarts de finale avec des matchs de classement.

## Tournoi

### Quarts de finale
| Date  | Équipe 1 | Résultat | Équipe 2 |
| ----- | -------- | -------- | -------- |
| 3 mai | France   | 5 - 1    | Pologne  |
| 3 mai | Ukraine  | 5 - 3    | Italie   |
| 3 mai | Suisse   | 7 - 5    | Espagne  |
| 3 mai | Grèce    | 3 - 5    | Portugal |

### Demi-finale
| Date  | Équipe 1 | Résultat | Équipe 2 |
| ----- | -------- | -------- | -------- |
| 4 mai | Ukraine  | 5 - 4    | Suisse   |
| 4 mai | France   | 6 - 5    | Portugal |

### 5eà la8eplace
| Tour        | Équipe 1 | Résultat      | Équipe 2 |
| ----------- | -------- | ------------- | -------- |
| Demi-finale | Pologne  | 5 - 2         | Grèce    |
| Demi-finale | Espagne  | 5 - 3         | Italie   |
| 7e place    | Italie   | 7 - 4         | Grèce    |
| 5e place    | Pologne  | 2 - 2 (t.a.b) | Espagne  |

### 3eplace
| 5 mai 2007 | Portugal | 2 - 1 (a.p) | Suisse |  |  |
|            |          |             |        |  |  |

### Finale
| 5 mai 2007 | Ukraine | 3 - 0 | France |  |  |
|            |         |       |        |  |  |

## Classement final
| Place | Équipe   |
| ----- | -------- |
| 1     | Ukraine  |
| 2     | France   |
| 3     | Portugal |
| 4     | Suisse   |
| 5     | Pologne  |
| 6     | Espagne  |
| 7     | Italie   |
| 8     | Grèce    |

## Récompenses individuelles
Trophées individuels décernés à la fin de la compétition :
- Meilleur joueur :  Jérémy Basquaise
- Meilleur buteur :  Dejan Stankovic
- Meilleur gardien :  Volodymyr Gladchenko